# Asa (rzeka)
Asa (kaz. Аса өзені, Asa özeny; ros. Асса, Assa) – rzeka w południowym Kazachstanie, płynąca na krótkim odcinku wzdłuż granicy z Kirgistanem. Liczy 253 km, a powierzchnia jej dorzecza wynosi 9210 km². Średni przepływ – 12 m³/s. Reżim mieszany, lodowcowo-śnieżno-deszczowy. Źródła znajdują się na stokach gór Karatau. W górnym biegu nosi nazwę Terys (kaz. Теріс). Rzeka przecina jeziora Bilyköl i Akköl. Ginie w piaskach pustyni Mujun-kum. Rzeka wykorzystywana jest do nawadniania.